# Altingia multinervis
Altingia multinervis ist eine immergrüne Laubbaumart aus der kleinen Familie der Altingiaceae innerhalb der Ordnung der Steinbrechartigen (Saxifragales). Sie kommt nur in der südchinesischen Provinz Guizhou vor. 

## Beschreibung

### Vegetative Merkmale
Der immergrüne Baum erreicht eine Höhe von etwa 10 m. Die jungen Zweige sind zuerst behaart und verkahlen später, ältere Zweige sind mit Lentizellen besetzt. Die eiförmigen, mit Schuppen bedeckten, etwa 1 cm langen Knospen sind flaumhaarig. Die schraubig angeordneten Laubblätter sind 2–3 cm lang gestielt. Die einfache und ungeteilte, fiedernervige Blattspreite ist eiförmig bis eiförmig-elliptisch und hat eine Länge von 7–10 cm und eine Breite von 4–6 cm. Sie besitzt einen stumpfen oder abgerundeten, seltener fast herzförmigen Grund und ist vorne zugespitzt. Die ledrige Spreite ist zweifarbig und kahl. Sie weist 10–14 Paare von beiderseits vorspringenden Seitennerven auf. Der Spreitenrand ist gekerbt-gesägt.

### Generative Merkmale
Über den Bau der Blütenstände und Blüten ist nichts bekannt.
Die 2–3,5 cm lang gestielten Fruchtstände sind ungefähr 2 cm breit und kugelig mit gestutzter Basis. Sie bestehen aus 10–18 Kapseln. Die einzelnen Früchte sind holzige, zweifächerige Kapselfrüchte, die sich fachspaltig mit zwei zweiteiligen Klappen öffnen. Die Griffel sind im Fruchtzustand nicht mehr vorhanden. Die Samenschale ist dick und hart. Es ist nur wenig Endosperm vorhanden.
Altingia multinervis blüht in den Monaten März bis Mai und fruchtet von Juni bis August.

## Verbreitung und Lebensraum
Altingia multinervis ist nur aus dem Norden der südchinesischen Provinz Guizhou (Chishui Xian) bekannt. 
Die Baumart wächst in Wäldern in ca. 1000 m Seehöhe.

## Taxonomie
Altingia multinervis wurde 1947 vom chinesischen Dendrologen Cheng Wan-Chun beschrieben. Die Erstbeschreibung erfolgte auf der Grundlage einer einzigen Aufsammlung, der Typusaufsammlung. Altingia multinervis wird von manchen Autoren als Synonym von Altingia chinensis betrachtet.
Nach R. Govaerts ist die Art am besten als Liquidambar multinervis (W.C.Cheng) Ickert-Bond & J.Wen zur Gattung Liquidambar zu stellen.

## Etymologie
Das Artepitheton multinervis (lat. vielnervig) leitet sich von lat. multum (viel) und lat. nervus (Nerv) ab. Es bezieht sich offenbar auf die Anzahl der Seitennerven, die höher ist als bei anderen Altingia-Arten. Die Gattung Altingia ist zu Ehren von Willem Arnold Alting (1724–1800) benannt, dem Generalgouverneur von Niederländisch-Indien zur Zeit, als der Erstbeschreiber Francisco Noroña Java besuchte.